# Salacia dichotoma
Salacia dichotoma är en nässeldjursart som först beskrevs av George James Allman 1888.  Salacia dichotoma ingår i släktet Salacia och familjen Sertulariidae. Inga underarter finns listade i Catalogue of Life.